# Play FM São Paulo
Play FM São Paulo foi uma estação de rádio brasileira concessionada em Mogi das Cruzes e sediada em São Paulo, respectivamente cidade e capital do estado homônimo. Operava em 92,1 MHz e era a geradora da Play FM. Seus estúdios ficavam no 3.º andar do Edifício Sir Winston Churchill, no Espigão da Paulista, e sua antena de transmissão estava no alto da Serra do Itapeti, em Mogi das Cruzes.

## História
A frequência de FM 92,1 MHz é uma concessão pertencente a família Sanzone, cujos membros são donos de emissoras como a Metropolitana FM, outorgada na cidade de São Paulo, e a Rádio Metropolitana, oriunda de Mogi das Cruzes. A concessão em FM desta rádio foi outorgada em 14 de agosto de 1980. Sua inauguração ocorreu em 25 de setembro de 1981.
Inicialmente, a frequência transmitiu a programação da Metropolitana FM local, depois virou a 92 FM, até a mudança da rádio Líder FM de 104,1 MHz (frequência que hoje abriga a Top FM) para 92,1 MHz em 1995. A rádio encerrou as suas atividades no dia 13 de outubro de 1999, quando a frequência passou a ser arrendada para o Grupo Record, que no lugar da emissora lançou a Emoção FM, com programação popular. Após o término do projeto da Emoção FM (em junho de 2002), a frequência foi novamente arrendada, dessa vez para a Igreja Pentecostal Deus É Amor.
Com o sucesso da Oi FM - rede de rádio com naming rights da operadora Oi - o Grupo Bandeirantes de Comunicação decidiu se aventurar no mercado lançando uma nova emissora com naming rights da seguradora SulAmérica, ao lado da empresa de publicidade MPM Propaganda. O resultado final da parceria colocou no ar a Rádio SulAmérica Trânsito, primeira emissora especializada em informações do trânsito no Brasil, que teve a sua estreia em 12 de fevereiro de 2007.
A parceria que mantinha os naming rights da SulAmérica na rádio foi encerrada em 1.º de julho de 2016, quando a rádio passou a se identificar apenas como "Rádio Trânsito". A rádio voltou a ter naming rights em novembro, após fechar uma parceria com a distribuidora Caçula de Pneus, fazendo com que a emissora passasse a se identificar como "Rádio Trânsito Caçula de Pneus". Por não renovar o contrato com o Grupo Bandeirantes, a Caçula de Pneus deixou de fazer parte do nome da rádio, que voltou a se identificar apenas como "Rádio Trânsito" em maio de 2018.
Em fevereiro de 2020 a emissora chegou a mudar de nome, identificando-se apenas como "92.1 FM" porém em 9 de março ela voltou a se chamar "Rádio Trânsito".[carece de fontes?]
Devido ao crescente uso dos aplicativos de rota, a emissora encerrou suas atividades no dia 22 de julho de 2020 e foi substituída pela Play FM, novo projeto de rádio do Grupo Bandeirantes. Chamadas de expectativa foram veiculadas até o dia 31 de julho de 2020, quando a nova emissora entrou no ar. Desde então passou a ser a geradora da nova rede.
Em 14 de dezembro de 2022, foi anunciado que a emissora seria encerrada no dia 31, sendo substituída pela rádio gospel Feliz FM à meia-noite de 01 de janeiro de 2023.